# Lawndale (Kalifornia)
Lawndale – miasto w Stanach Zjednoczonych, w stanie Kalifornia, w hrabstwie Los Angeles.